# Јерменија на Европском првенству у атлетици за јуниоре 2017.
Јерменија је учествовала на 24. Европском првенству за јуниоре 2017. одржаном у Гросето, Италија, од 20. до 23. јула. Репрезентацију Јерменије на њеном дванаестом учешћу на европским првенствима за јуниоре, од када Јерменија учествује самостално под овим именом, представљао је 1 спортиста које се такмичио у троскоку.
На овом такмичењу такмичар из Јерменије није остварио неки резултат.

## Учесници
Јуниори:
- Арамајис Саргсјан — Троскок

## Резултати

### Јуниори
| Атлетичар         | Дисциплина | Лични рекорд | Квалификације | Квалификације | Полуфинале | Полуфинале | Финале       | Финале       | Детаљи |
| Атлетичар         | Дисциплина | Лични рекорд | Резултат      | Место         | Резултат   | Место      | Резултат     | Место        | Детаљи |
| ----------------- | ---------- | ------------ | ------------- | ------------- | ---------- | ---------- | ------------ | ------------ | ------ |
| Арамајис Саргсјан | троскок    | 15,01        | 15,56 КВ, ЛР  | 6. у гр. Б    |            |            | Без пласмана | Без пласмана |        |